# Gonzalo Padro
Pour les articles homonymes, voir Padro.
Pas d'image ? Cliquez ici

a Compétitions nationales et continentales officielles uniquement.

Dernière mise à jour le 30 janvier 2025.
Gonzalo Padro, né le 13 juin 1983 à San Miguel de Tucumán, est un joueur italo-argentin de rugby à XV, qui évolue au poste de troisième ligne centre ou de deuxième ligne.

## Palmarès
- Vainqueur de la Coupe d'Italie en 2013 avec Viadana.